# Jerry Iger
Samuel Maxwell "Jerry" Iger (22 de agosto de 1903 – 5 de setembro de 1990) foi um desenhista e cartunista estadunidense. Foi sócio comercial de  Will Eisner com quem fundou o Eisner & Iger, um estúdio de quadrinhos que produziu por encomenda para novos editores durante o final da década de 1930 e 1940, período conhecido pelos fãs  e pesquisadores como Era de Ouro das histórias em quadrinhos.
Iger não possui parentesco com o editor de quadrinhos Fred Iger. Iger foi indicado ao Hall da Fama Will Eisner em 2009.

## Biografia

### Primeiros anos e carreira
Jerry Iger nasceu em Idabel, Oklahoma, próximo da Reserva Índia Choctaw. Era o mais novo dos quatro filhos de um mascate australiano que se fixou no então Território Indígena. Iger contraiu poliomielite quando criança e foi tratado pela sua mãe, Rosa. Iger tinha duas irmãs e um irmão, Joe, cujo filho seria Arthur Iger (nascido em 1926) que seria o pai do presidente e CEO da Walt Disney Pictures Robert Iger. Arthur, em meados dos anos de 1970, era o vice-presidente e editor da divisão educacional da Macmillan Publishing em Nova Iorque.
Em 1925, Iger morava em Nova Iorque e sem ter formação artística se tornou um cartunista do jornal New York American. Ele começaria nos quadrinhos 10 anos depois, contribuindo com tiras de humor de 1 página de "Bobby" (baseado no sobrinho Arthur), "Peewee" e "Happy Daze" para Famous Funnies, uma das revistas em quadrinhos seminais dos Estados Unidos que republicava tiras coloridas das originais em preto e branco dos jornais. Iger mais tarde foi o editor fundador de outra revista em histórias em quadrinhos americana pioneira, Wow, What a Magazine!, que incluia também material inédito. As últimas quatro revistas Wow (datas de capa julho-setembro & novembro de 1936) traziam ao lado de Iger, Will Eisner - o futuro criador de The Spirit - com 19 anos de idade. O jovem ilustrador desenhou e escreveu a tira de aventura de Wow de "Scott Dalton", a tira de piratas "The Flame" e a de espionagem "Harry Karry".

### Estúdio de quadrinhos
Após o encerramento de Wow, Eisner e Iger perceberam que a reprise de tiras de jornal aos poucos decairia e daria espaço para material novo e, no final de 1936 fundaram o Eisner & Iger,  um dos primeiros estúdios de quadrinhos por encomenda que "terceirizavam" material para novos editores. Eisner & Iger tiveram sucesso imediato e a dupla se estabeleceu como fornecedores de quadrinhos para a Fox Comics, Fiction House e Quality Comics. Conseguindo um lucro de 1,50 dólares por página, Eisner declarou que "se tornara muito rico antes dos 22 anos de idade", mais tarde esclarecendo que em plena Grande Depressão em 1939, ele e Iger "tinham repartido 25.000 dólares"  uma quantia considerável para aquela época.
Após Eisner deixar a firma em 1940, Iger continuou o negócio com o S. M. Iger Studio. Ele também começou o syndicate para jornais Phoenix Features, que no começo dos anos de 1950 distribuiu a tira de Mickey Spillane chamada Mike Hammer.

### Últimos anos
Iger fechou o estúdio de quadrinhos em 1955 e trabalhou como diretor de arte para a editora  Farrell Publications, também conhecida como Ajax-Farrell Publications, até 1957, quando então se mudou para a publicidade. Ele foi o convidado de honra da Convenção de Arte nos Quadrinhos na cidade de Nova Iorque em 1974, quando contou de seus planos para criar um show para destinar dinheiro à pesquisa de câncer, lembrando que sua mãe falecera dessa doença. Nessa época foi morar em Sunnyside, Queens.
Blackthorne Publishing lançou três compilações dos trabalhos de Iger nos quadrinhos: The Iger Comics Kingdom (1985); Jerry Iger's Classic Jumbo Comics e Jerry Iger's Classic National Comics; bem como seis revistas Jerry Iger's Golden Features (1986).

## Indicações
Iger foi indicado para Hall da Fama Will Eisner em 2009.